# Przecinek i Kropka
Konkurs na Najlepszą Książkę Dziecięcą „Przecinek i Kropka” – konkurs literacki organizowany przez Empik przyznający nagrody za najlepszą książkę dla młodych czytelników za rok poprzedni.
Konkurs miał 12 edycji, od 2010 do 2021 roku (nagrody przyznano za książki z lat 2009–2020).
Konkurs był często powiązany z targami książek. W 2013 nagrody przyznano podczas Warszawskich Targów Książki. Od 2017 do 2019 w powiązaniu z konkursem odbywały się Targi Książki Dziecięcej Przecinek i Kropka; w 2020 Targi zostały odwołane z powodu pandemii COVID-19. W 2021 z konkursem były powiązane Wirtualne Targi Książki.
W konkursie jury eksperckie wybierało kilkanaście książek, na które następnie głosowali internauci.
W 2011 konkurs pozytywnie oceniła Joanna Olech w czasopiśmie „Bibliotekarz Opolski” pisząc, że ma on „ciekawą formułę [tj.] połączenie eksperckich nominacji z plebiscytem”, „szczodre nagrody” i „kompetentne i profesjonalne” jury. Według Jolanty Laskowskiej, piszącej w 2017 r. w czasopiśmie „Jednak Książki: gdańskie czasopismo humanistyczne”, konkurs wywodził się z programu edukacyjnego promującego czytanie wśród dzieci w wieku szkolnym i „zyskał ostatnio na znaczeniu”.

## Laureaci
W konkursie zwyciężyli:
- 2020:
  - Kategoria wiekowa 9–12 lat: Zuzanna Kisielewska, Ilustracje: Agata Dudek, Małgorzata Nowak, Nolens volens, czyli chcąc nie chcąc, Wydawnictwo Druganoga
  - Kategoria wiekowa 6–8 lat: Anna Paszkiewicz, Ilustracje: Kasia Walentynowicz, Coś i nic, Wydawnictwo Widnokrąg
  - Kategoria wiekowa do 5 at: Tina Oziewicz, Ilustracje: Aleksandra Zając, Co robią uczucia?, Wydawnictwo Dwie siostry
  - Nagroda Czytelników: Jolanta Richter-Magnuszewska, Ilustracje: Jolanta Richter-Magnuszewska, Dzika książka o dzikach i o ich kuzynach, Wydawnictwo „Nasza Księgarnia”
- 2019:
  - Kategoria wiekowa 9–12 lat: Marcin Szczygielski, Ilustracje: Magda Wosik, Pomylony narzeczony, Wydawnictwo Bajka
  - Kategoria wiekowa 6–8 lat: Roksana Jędrzejewska-Wróbel, Ilustracje: Jona Jung, Pracownia Aurory, Wydawnictwo Bajka
  - Kategoria wiekowa do 5 lat: Patrick George, Ilustracje: Patrick George, Uratuj Ziemię!, Wydawnictwo Bajka
- 2018
  - Kategoria wiekowa 9–12 lat: Marcin Szczygielski, Ilustracje: Magda Wosik, Bez piątej klepki, Wydawnictwo Bajka
  - Kategoria wiekowa 6–8 lat: Ola Woldańska-Płocińska, Ilustracje: Ola Woldańska-Płocińska, Zwierzokracja, Wydawnictwo Papilon
  - Kategoria wiekowa do 5 lat: Wojciech Widłak, Ilustracje: Elżbieta Wasiuczyńska, Pan Kuleczka. Skarby, Media Rodzina
- 2017
  - Kategoria wiekowa od 6 do 9 lat: Małgorzata Strękowska-Zaremba, Ilustracje: Daniel de Latour, Dom nie z tej ziemi, Poradnia K
  - Kategoria wiekowa do lat 5: Roksana Jędrzejewska-Wróbel, Ilustracje: Jona Jung, Florka. Zapiski ryjówki, Wydawnictwo Bajka
- 2016: Barbara Kosmowska, Ilustracje: Emilia Dziubak, Tru, Media Rodzina
- 2015: Yvette Żółtowska-Darska, Messi, mały chłopiec, który stał się wielkim piłkarzem, Egmont
- 2014: Justyna Bednarek, Ilustracje: Daniel de Latour, Niesamowite przygody dziesięciu skarpetek (czterech prawych i sześciu lewych), Poradnia K
- 2013: Renata Piątkowska, Ilustracje: Maciej Szymanowicz, Wszystkie moje mamy, Wydawnictwo Literatura
- 2012: Joanna M. Chmielewska, Ilustracje: Jona Jung, Niebieska niedźwiedzica, Wydawnictwo Bajka
- 2011: Piotr Rychel, Magdalena Wosik, O, ja cię! Smok w krawacie!, Wydawnictwo: Wydawnictwo Bajka
- 2010: Halling Thomas (tłum. Anna Szmit), Ilustracje: Eva Eriksson, Co za szczęście! Co za pech!, Wydawnictwo Bajka
- 2009: Roksana Jędrzejewska-Wróbel, Ilustracje: Jona Jung, Maleńkie Królestwo królewny Aurelki, Wydawnictwo EneDueRabe